# ولسوالی فراه
فراه  یکی از ولسوالی‌های ولایت فــَراه در باختر افغانستان است. جمعیت این ناحیه نزدیک به ۱۰۹٬۴۰۹ نفر اعلام شده‌است.

## منبع‌ها
- مشارکت‌کنندگان ویکی‌پدیا. «Farah Province». در دانشنامهٔ ویکی‌پدیای انگلیسی، بازبینی‌شده در ۱۲ اسفند ۱۳۹۰ خورشیدی.